# Tygrysy (Liban)
Tygrysy (arab. Al numūr) lub Brygady Libańskich Tygrysów – zbrojne formacje Narodowej Partii Liberalnej Kamila Szamuna z okresu wojny domowej w Libanie.
Organizacja została utworzona w 1968 r. jako milicja przeważnie maronickiej Narodowej Partii Liberalnej, ale wśród jej członków byli także przedstawiciele innych grup wyznaniowych. Dowódcą Tygrysów został syn Kamila Szamuna – Dany. W szczytowym okresie rozwoju liczyła ok. 3500 członków i była drugą co do wielkości prawicową formacją zbrojną. Milicja weszła w skład prawicowego Frontu Libańskiego i jego zbrojnego ramienia – Sił Libańskich. W wyniku zbrojnej likwidacji kierownictwa Tygrysów przez Falangi w lipcu 1980 (masakra w Safrze) większość sił milicji została podporządkowana Baszirowi Dżemajelowi. Niektóre oddziały Tygrysów zachowały niezależność, jednak nie odgrywały już większej roli w wojnie domowej.